# 弓状束
弓状束（英文：Arcuate fasciculus），是连接大脑语言中枢“布罗卡区”和“韦尼克区”的神经通路，在结构上是连接颞叶皮层尾部和额叶皮层下部的众多神经纤维。

## 结构
在结构上，弓状束属于大脑白质的神经径，与上纵束平行分布。由于二者邻近，有些研究人员也将弓状束、上纵束混称。
历史上，弓状束被认为连接语言中枢“布罗卡区”和“韦尼克区”：布罗卡区位于额下回，韦尼克区位于后颞上回。但如今大多数科学家认为这是个过度简化的模型。

## 功能
一些研究人员认为“句法”是人类语言的特质。尽管对于弓状束的具体功能仍有争论，主流理论认为它参与处理复杂的句法。有研究显示，随着弓状束的成熟、髓鞘化，人对于句法的处理能力随之提升。此外，弓状束损伤会导致人产生句法处理障碍。
弓状束属于双侧型结构，意味着在两侧的大脑半球中均存在。但是两侧的弓状束不对称：左侧的一般要强于右侧。其中左侧的弓状束被认为参与了句法处理，而右侧的则被认为参与了韵律处理。进一步研究显示右侧的弓状束可能与解读人脸表情中的情绪有关。

## 临床
弓状束受损可导致传导性失语症。此外，口吃、特定型语言障碍、失读症也可能与弓状束异常有关。